# Bohemian Rugby Football Club
Bohemian RFC  était un club de rugby irlandais basé dans la ville de Limerick, en république d'Irlande. En 1999, il a fusionné avec la section rugby de l'Université de Limerick pour donner UL Bohemian RFC.

## Palmarès
- Championnat d'Irlande, Division 4 : 1994-95
- Munster Senior League : 1923, 1959, 2006
- Munster Senior Cup : 1927, 1958, 1959, 1962
- Munster Junior Cup : 1932